# Serra Geral

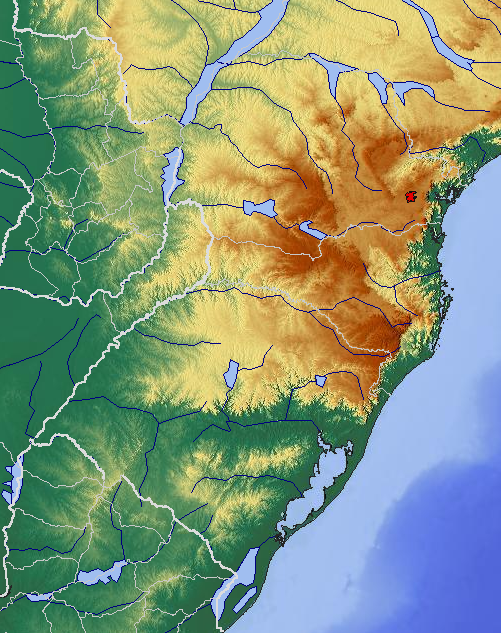
Physische Karte Südbrasiliens

Die Serra Geral ist ein Bergland an der Bruchkante der Hochebene zur Küstenregion an der Grenze zwischen Rio Grande do Sul und Santa Catarina im Süden Brasiliens. In einer Hochebene der Serra Geral, dem Campo dos Padres, befinden sich die höchsten Erhebungen des Bundesstaates Santa Catarina.

## Nationalpark

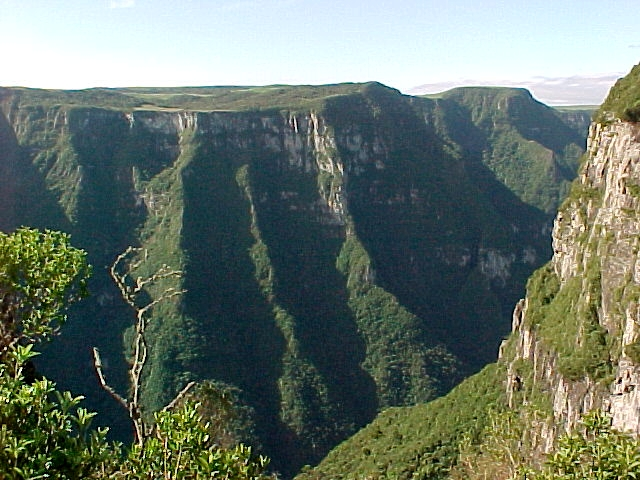
Fortaleza Canyon

Am 20. Mai 1992 wurde der Parque Nacional da Serra Geral mit einer Fläche von 173 km² in den Munizipien Cambará do Sul, São Francisco de Paula, Jacinto Machado und Praia Grande gegründet. Er ist die Erweiterung des Nationalparks Aparados da Serra.
Beeindruckend sind Canyons, Wasserfälle und einige 100 m hohe senkrechte Wände. Bekannt sind Fortaleza und Malacara.
Sehr häufig entsteht Nebel, der die Aussicht behindert.
Wegen der großen Höhenunterschiede gibt es sowohl Regenwald als auch Hochlandwald mit Araukarien. Dementsprechend ist die Tierwelt vielfältig. Einige der Säugetiere sind Mähnenwolf, Brüllaffe, Ozelot. Auch viele Vögel kann man sehen: Seriemas, Azurblaurabe und andere.
Der Park ist gut erreichbar. Nur Wanderwege erschließen die spektakulären Sehenswürdigkeiten, zum Übernachten ist man auf das Zelt angewiesen.